# Lapara phaeobrachycerous
Lapara phaeobrachycerous ist ein Schmetterling (Nachtfalter) aus der Familie der Schwärmer (Sphingidae). Die Art wurde 1994 von Vernon Antoine Brou anhand von Lichtfängen nordöstlich von Abita Springs in St. Tammany Parish, Louisiana erstbeschrieben. Das meiste bekannte Material dieser Art stammt aus dieser Gegend.

## Merkmale
Die Falter haben eine Vorderflügellänge von 25 bis 36 Millimetern. Wie auch bei den anderen Arten der Gattung Lapara sind die artbeschreibenden Merkmale eher als Tendenzen zu sehen. Die Vorderflügel sind eher kürzer und schmaler als die von Lapara coniferarum. Außerdem fehlt auf der Vorderflügeloberseite die weiße Bestäubung der Schuppen, die man bei Lapara coniferarum häufig findet, wodurch die Tiere dunkler erscheinen. Die Fühler sind kürzer als die von Lapara coniferarum. Die Weibchen sind größer als die Männchen und haben eine weniger ausgeprägte Musterung. Die Anzahl auffälliger Wische auf den Vorderflügeln ist bei beiden Geschlechtern unterschiedlich. Die Ausprägung der Postmedialbinde auf den Vorderflügeln ist variabel, da abhängig von der Intensität der schwarzen Schattierung an ihrem Außenrand.
Die Raupe ist bisher nur durch ein einzelnes Individuum bekannt, das in der Nähe von Abita Springs gesammelt wurde. Die folgende Beschreibung der Merkmale einer Raupe des fünften Stadiums von Tuttle ist entsprechend unsicher auf die gesamte Art zu beziehen. Wie auch die übrigen Vertreter der Gattung Lapara ist weder ein Analhorn noch ein auffälliger Buckel ausgebildet. Der Kopf ist matt limettengrün gefärbt. Die Raupe trägt einen hellblauen Kragen am Prothorax. Das Gesicht ist orange-hellbräunlich gefärbt und trägt ein verkehrtes, dunkelbraunes V, das an der Spitze des leicht zugspitzen Kopfes endet. Der Körper der Tiere hat eine matt limettengrüne Grundfarbe und ist unregelmäßig schwach gelblich punktiert. Die Thorakalbeine sind orange-hellbräunlich, die Bauchbeine haben die Körpergrundfarbe, besitzen jedoch rötlichbraune Hakenkränze. Über den Körper verlaufen drei Paar Längsstreifen. Die dorsalen und subdorsalen Streifen sind vorne überwiegend blass gelblichweiß, auf den letzten Hinterleibssegmenten jedoch weiß. Die subspiracularen Streifen sind hingegen nur auf den Thoraxsegmente blass gelblich gefärbt und am gesamten Hinterleib weiß. Der Rücken hat rotbraune Flecken auf den letzten Hinterleibssegmenten. Die subspiracularen Streifen sind sowohl ober- als auch unterseits mehr oder weniger stark rotbraun gerandet. Die Stigmen sind schwarz und haben eine auffällige orangefarbene, elliptische Mitte. Letzteres Merkmal unterscheidet die Tiere deutlich von den Raupen von Lapara coniferarum, deren Stigmen rein schwarz gefärbt sind. Ob dieses Merkmal jedoch arttypisch für Lapara phaeobrachycerous ist, ist mangels weiterer Raupenfunde nicht geklärt. Durch Aufzuchten unzweifelhaft bekannt ist zumindest, dass die Raupen von Lapara coniferarum immer nur schwarz gefärbte Stigmen besitzen.
Die glatten, nahezu schwarzen und langgestreckten Puppen der Gattung Lapara können nicht auf Artebene unterschieden werden.

## Vorkommen
Die Art kommt laut der Erstbeschreibung in den südöstlichen Counties von Louisiana und den südlichen Counties von Mississippi vor. Vermutlich ist sie auch im Norden Floridas und nördlich bis Clemson in South Carolina verbreitet. Seit der Erstbeschreibung ergaben sich jedoch nur unzureichende weitere wissenschaftliche Erkenntnisse über die tatsächliche Ausdehnung der Verbreitung, sodass diese noch nicht vollständig bekannt ist.
Die Art besiedelt vermutlich Laubwälder mit vereinzeltem Kiefernbewuchs.

## Lebensweise
Es ist nicht bekannt, ob die Falter Nektar an Blüten saugen. Auch die Tageszeit des Falterfluges ist noch unbekannt. Die Männchen fliegen häufig künstliche Lichtquellen an, Weibchen findet man dort selten.

### Flugzeiten
Die Falter fliegen von April bis Oktober, wobei sie aber erst ab Mai in signifikanter Anzahl auftreten. Das Maximum der Flugzeit liegt im Sommer, dass Ende September schnell stark abnimmt. Es wird vermutet, dass fünf Generationen im Jahr fliegen.

## Entwicklung
Über die Eiablage der Weibchen ist nichts bekannt. Es ist aber davon auszugehen, dass diese wie auch bei den nahe verwandten Arten einzeln an den Nadeln der Raupennahrungspflanzen stattfindet. Die Präimaginalstadien der Art sind lediglich anhand einer einzelnen Raupe bekannt, die an Sumpf-Kiefer (Pinus palustris) gefunden wurde.

## Belege